# Leyes de Reforma

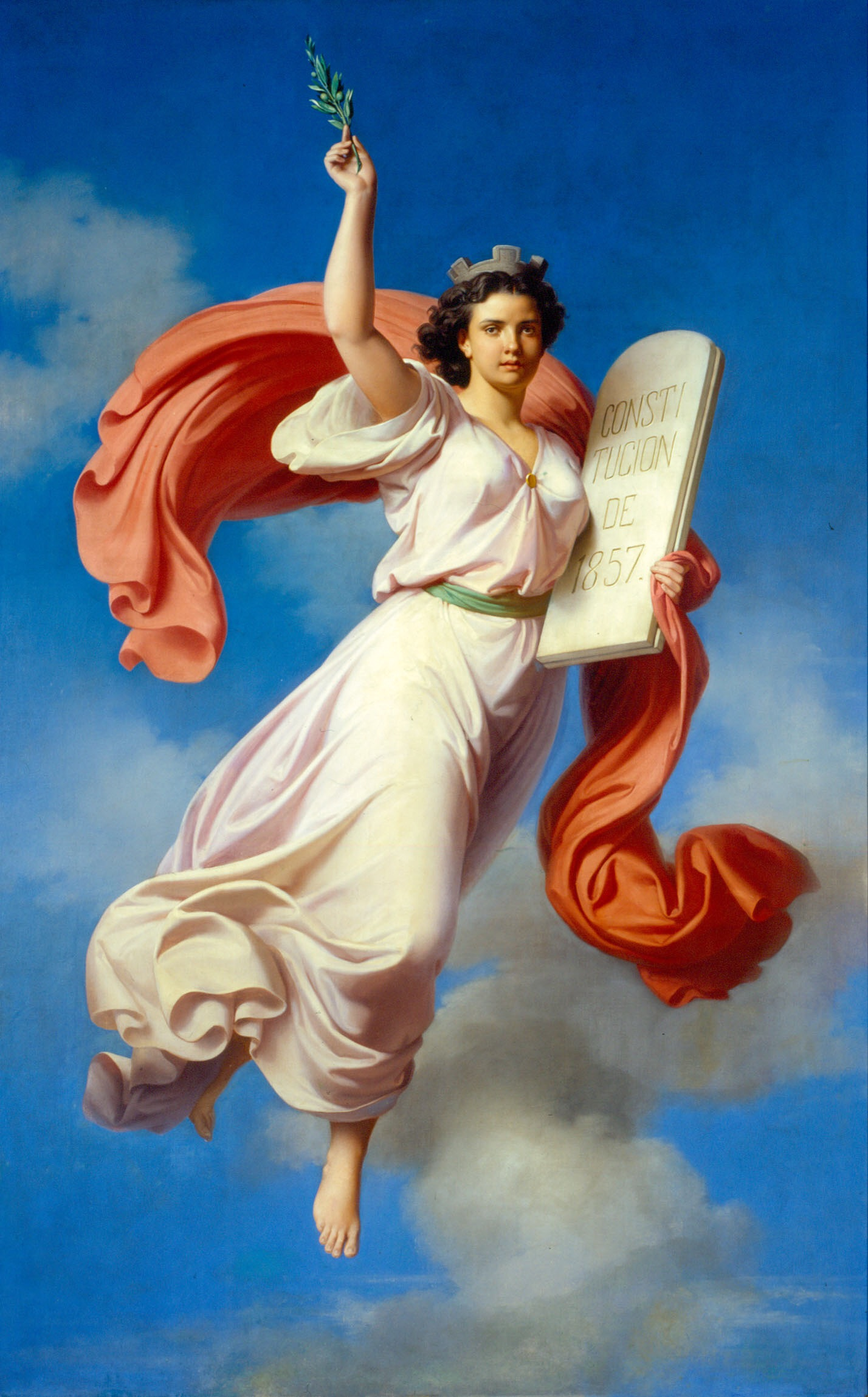
Alegoría de la Constitución de 1857, muestra a una mujer mexicana sujetando la constitución liberal de 1857 (cuadro de Petronilo Monroy, 1869)

Las Leyes de Reforma fueron un conjunto de leyes promulgadas en México entre 1855 y 1863, durante los gobiernos de Juan Álvarez, Ignacio Comonfort y  Benito Juárez. El objetivo principal de estas leyes era la separación de la Iglesia y el Estado, el fin de la propiedad comunal de la tierra, y la eliminación de los fueros eclesiástico y militar. 

## Marco histórico
El 1 de marzo de 1854 se proclamó el Plan de Ayutla en contra de la dictadura de Santa Anna, la revolución encabezada por Florencio Villarreal, Juan Álvarez e Ignacio Comonfort se extendió por diversas partes del país, logrando el éxito en octubre de 1855. 
Un aspecto importante de Juan Álvarez fue que asumió en su gabinete a liberales jóvenes, gracias a ello personajes tan destacados en la historia de México como Melchor Ocampo, Benito Juárez e Ignacio Comonfort, tuvieron la oportunidad de tener una participación política activa.
En su administración, Álvarez se dedicó a hacer leyes que mantuvieran al país bajo los ideales del liberalismo, como la Ley Juárez, y la disposición de Melchor Ocampo que privaba del derecho al voto al clero.
Por motivos personales, Juan Álvarez renunció a su cargo el 11 de diciembre de 1855 y dejó a Ignacio Comonfort como el responsable de la presidencia del país.

## Promulgación

### Gobierno de Juan Álvarez
- Ley Juárez o Ley de Administración de Justicia  y Orgánica de los Tribunales de la Nación del Distrito y Territorios: Fue expedida por Benito Juárez  el 23 de noviembre de 1855.
- Ley Lafragua o Ley de libertad de imprenta: permitió la libertad de expresión en los medios impresos, entró en vigor el 28 de diciembre de 1855. Fue promulgada por el secretario de Relaciones Exteriores e Interiores. Derogó a la Ley Lares.

### Gobierno de Ignacio Comonfort
- Decreto que suprimió la coacción civil de los votos religiosos. Se dio a conocer el 26 de abril de 1856.
- Decreto que suprimió la Compañía de Jesús en México. Se dio a conocer el 5 de junio de 1899.
- Ley Lerdo o Ley de Desamortización de Fincas Rústicas y Urbanas Propiedad de Corporaciones Civiles y Eclesiásticas: obligaba a las corporaciones civiles y eclesiásticas a vender casas y terrenos. Fue creada por Miguel Lerdo de Tejada (hermano de  Sebastián Lerdo de Tejada). Fue expedida el 25 de junio de 1856.
- Ley Ocampo o Ley del Registro Civil. Por medio de esta ley se estableció el Registro del Estado Civil. Fue expedida el 27 de enero de 1857.
- Constitución Federal de los Estados Unidos Mexicanos de 1857 fue promulgada el 5 de febrero de 1857. El primero en jurarla fue el republicano y federalista Valentín Gómez Farías, quien luchó por estos ideales toda su vida, desde las Cortes de Cádiz, la Independencia de México y la Constitución de 1824 que había sido derogada por el régimen centralista y la dictadura de Antonio López de Santa Anna.
- Ley Iglesias o Ley sobre derechos y obvenciones parroquiales: prohibió el cobro de derechos, obvenciones parroquiales y diezmo a las clases pobres. Fue promulgada el 11 de abril de 1857 por José María Iglesias.

### Gobierno de Benito Juárez
- Ley de Nacionalización de Bienes Eclesiásticos: esta ley complementa la Ley Lerdo de desamortización de los bienes de la Iglesia, con un cambio importante: los bienes ya no pasaban a manos de los rentistas. Fue expedida en Veracruz el 12 de julio de 1859.
- Ley de Matrimonio Civil: fue expedida en Veracruz el 23 de julio de 1859, por medio de esta ley se estableció que el matrimonio religioso no tenía validez oficial y estableció el matrimonio como un contrato civil con el Estado, eliminando así la intervención forzosa de los sacerdotes y el cobro del mismo por parte de las iglesias.
- Ley Orgánica de Registro Civil: el registro del estado civil de las personas quedaba a cargo de empleados de gobierno y no de la Iglesia. Se declararon los nacimientos y defunciones como un contrato civil con el Estado. Fue expedida en Veracruz el 28 de julio de 1859.
- Decreto de secularización de cementerios: declaró el cese de toda intervención del clero en cementerios y camposantos, fue dado a conocer en Veracruz el 31 de julio de 1859.
- Decreto supresión de festividades religiosas: mediante este decreto se declararon los días que habrían de tenerse como festivos, prohibiendo la asistencia oficial a las funciones religiosas. Fue dado a conocer en Veracruz el 11 de agosto de 1859.
- Ley sobre libertad de cultos: con esta ley la religión católica dejó de ser la única permitida. Mediante esta ley se permitió que cada persona fuera libre de practicar y elegir el culto que deseara, asimismo se prohibió la realización de ceremonias fuera de las iglesias o templos. Fue expedida en Veracruz el 4 de diciembre de 1860.
- Decreto de expulsión: por el cual se ordenó el exilio del delegado apostólico Luis Clementi, al arzobispo José Lázaro de la Garza y Ballesteros y a los obispos Pedro Espinosa y Dávalos y Pedro Barajas y Moreno. Fue dado a conocer en la Ciudad de México el 21 de enero de 1861.
- Decreto de hospitales y establecimientos de beneficencia: por el cual quedaron secularizados dichos inmuebles. Fue dado a conocer en Ciudad de México el 16 de febrero de 1861.
- Decreto de exclaustración de monjas y frailes: por el cual en toda la república se extinguieron los claustros y conventos decretándose la salida de religiosos y religiosas que ahí vivían, con la excepción de las Hermanas de la Caridad.

### Gobierno de Sebastián Lerdo de Tejada
- Ley de 25 de septiembre de 1874.- Ley que adicionó y reformó la Constitución de 1857 que estableció la separación del Estado Mexicano de la Iglesia católica y elevó a rango constitucional la esencia de las Leyes de Reforma.

## Reacciones y consecuencias
Mediante la expedición de estas leyes y decretos se logró en México la separación Iglesia-Estado. La nueva constitución polarizó a la sociedad, en diciembre de 1857 los conservadores desconocieron al gobierno y a la nueva carta magna mediante el Plan de Tacubaya, el cual dio inicio a la guerra de Reforma o de los tres años. Los liberales lograron la victoria, el 1 de enero de 1861, el presidente Juárez regresó a la Ciudad de México. Es por esta razón que varios de los decretos y leyes fueron expedidos en el puerto de Veracruz. Sin embargo la estabilidad del país volvió a ser interrumpida, el gobierno tuvo que suspender los pagos a la deuda extranjera. Mediante la Convención de Londres, los gobiernos de Francia, Reino Unido y España decidieron intervenir en México. Se logró un acuerdo con los británicos y los españoles, pero no así con los franceses, quienes con este pretexto y con la ayuda de los conservadores comenzaron la intervención armada  y poco después el Segundo Imperio Mexicano. Juárez se vio obligado a escapar de la capital manteniendo su gobierno itinerante hasta que en 1867, logró restaurar definitivamente la República.